# 흥국생명보험
흥국생명보험 (興國生命 )은 대한민국의 보험회사이며, 태광그룹이 운영하고 있다.

## 같이 보기
- 흥국생명 핑크스파이더스
- 대한민국의 경제